# Michael Rodenberg
Michael Rodenberg, apodado Miro, es un teclista alemán y productor musical, conocido por trabajar con bandas de heavy metal como Angra, Shaaman, Rhapsody Of Fire, Kamelot, Heaven's Gate, etc.
En 2004 él participó de la producción de Aina, un metal ópera que tuvo la participación de muchos artistas. Miro ha producido muchos álbumes con Sascha Paeth.

## Producción
- (1997) - Legendary Tales (CD)
- (1998) - Symphony of Enchanted Lands (CD)
- (1999) - King of the Nordic Twilight (LP)
- (1999) - The Fourth Legacy (CD)
- (2000) - Dawn of Victory (CD)
- (2000) - Holy Thunderforce (CD5")
- (2001) - Karma (CD)
- (2001) - Rain of a Thousand Flames (CD)
- (2002) - Power of the Dragonflame (CD)
- (2003) - Epica (CD)
- (2003) - Epica (Digipack limitado) (CD)
- (2004) - Tales from the Emerald Sword Saga (CD)
- (2005) - The Black Halo (CD)
- (2005) - The Score (An Epic Journey) (SACD)